# Massacre de Casas Viejas

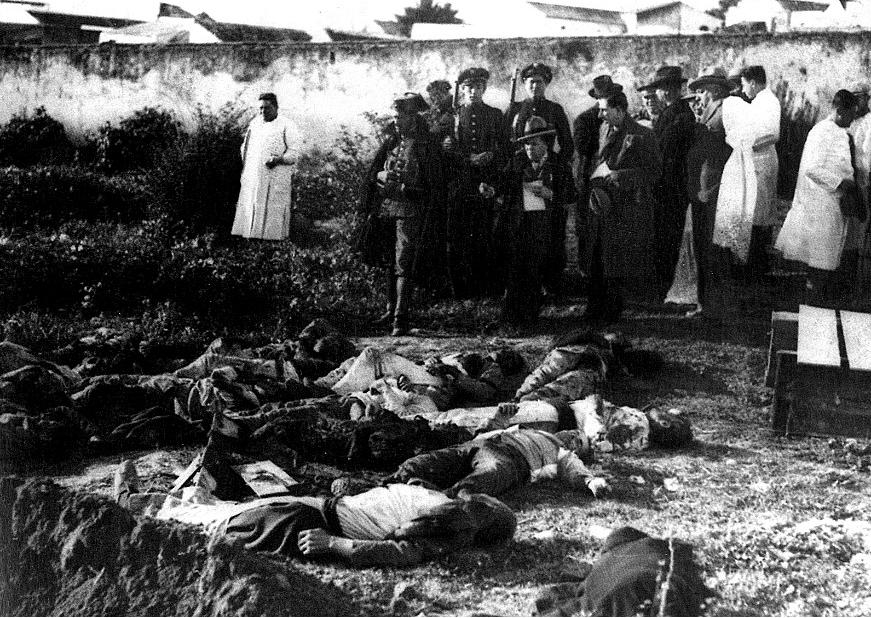
Les cadavres de Casas Viejas en janvier 1933.

Le massacre de Casas Viejas désigne les événements qui se sont déroulés entre les 10 et 12 janvier 1933 dans la petite ville de Casas Viejas (province de Cadix) en Espagne.
La Garde d’assaut républicaine, envoyée par le gouvernement pour mettre fin aux troubles en Andalousie, incendie une maison où s'est retranchée une famille de sympathisants anarcho-syndicalistes de la Confédération nationale du travail : six personnes périssent brulées. En tout, dix-neuf hommes, deux femmes et un enfant sont tués, ainsi que trois militaires.
Ces événements sont parmi les plus tragiques de la Seconde République espagnole et provoquent une crise politique qui débouche sur la chute du gouvernement républicain-socialiste de Manuel Azaña.

## Le contexte
En décembre 1932 à Madrid, le syndicat anarchiste de la Confédération nationale du travail emmené entre autres par Juan García Oliver propose l'organisation d'une grève générale insurrectionnelle pour le 8 janvier 1933. L'objectif étant, selon son expression, de mettre en œuvre une « gymnastique révolutionnaire » « pour empêcher la consolidation de la république bourgeoise ».
Le mouvement est peu suivi au niveau national, sauf en Catalogne, en Aragon, dans la région de Valence et en Andalousie, des bastions anarchistes, où des bâtiments de la police et de l'armée sont attaqués. Les anarcho-syndicalistes s'emparent de certains édifices publics et y proclament le communisme libertaire. Le gouvernement organise la répression et de nombreux dirigeants syndicaux sont arrêtés.
C'est dans la province de Cadix où la CNT rassemble la plupart des travailleurs agricoles que l'insurrection est la plus suivie. Le 10 janvier de 1933, le gouvernement républicain y envoie la Garde d’assaut (Guardia de Asalto) créée en février 1932 pour faire contrepoids à la Guardia Civil.

## Les événements

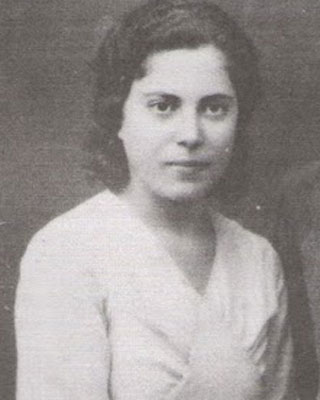
María Silva Cruz

À Casas Viejas (près de Medina-Sidonia), dans la nuit du 10 au 11 janvier, un groupe de paysans de la CNT, armés de fusils de chasse, encerclent la caserne de la Guardia Civil où, après un échange de coups de feu, deux militaires sont mortellement blessés.
Le lendemain après-midi, une section de douze gardes civils atteint Casas Viejas, dégage la caserne et occupe la ville de 2 000 habitants. Ils sont rejoints par douze gardes d'assaut accompagnés de quatre policiers. Craignant des représailles, de nombreux habitants ont fui et d'autres se sont enfermés dans leurs maisons. Les gardes d'assaut arrêtent des suspects. Après avoir été battus, deux d'entre eux accusent le fils de Francisco Cruz Gutiérrez surnommé Seisdedos, un charbonnier de 72 ans sympathisant de la CNT. Les militaires encerclent sa maison, une cabane de boue et de pierre, des coups de feu sont échangés et un garde d'assaut est tué. Dans la soirée, les gardes d'assaut tentent de prendre la cabane sans succès.
Dans la nuit, commandés par le capitaine Manuel Rojas Feijespán, des renforts sont envoyés sur place avec l'ordre du chef de la police à Madrid, Arturo Menéndez, de mettre fin immédiatement à l'insurrection en ouvrant le feu « sans pitié contre ceux qui ont tiré sur les troupes ». Le capitaine Rojas donne l'ordre de tirer avec toutes les armes disponibles et d'incendier la cabane.
Deux de ses occupants, un homme et une femme, sont tués alors qu'ils tentent de fuir l'incendie. Six personnes sont mortes carbonisées à l'intérieur dont Seisdedos et ses enfants. La seule survivante est sa petite-fille María Silva Cruz (surnommée María La Libertaria) qui sauve un jeune garçon en s'enfuyant par une petite fenêtre.
Le capitaine Rojas envoie alors un télégramme au Directeur général de la sécurité : « Deux morts. Le reste des révolutionnaires pris dans les flammes ». Il envoie trois patrouilles arrêter les militants anarchistes les plus en vue avec l'ordre de tirer en cas de résistance. Douze personnes sont arrêtées, conduites menottées devant les ruines de la cabane de Seisdedos et froidement exécutées.

## Suites politiques et judiciaires
Le 24 février 1933, par 170 voix pour et 130 contre, le Parlement espagnol vote la création d'une commission d'enquête. Le 15 mars, la Commission publie un rapport qui reconnaît l'existence des exécutions, mais exonère le gouvernement. La majorité parlementaire qui soutient Manuel Azaña se lézarde,,,,. Elle perd les élections en novembre 1933.
Le directeur général de la sécurité, Arturo Menéndez est démis de ses fonctions.
En mai 1934 à Cadix, le capitaine Manuel Rojas Feijespán est condamné à 21 ans de prison pour 14 meurtres.
En juillet 1934, 26 travailleurs agricoles de Casas Viejas sont jugés pour possession d'armes de guerre et agression contre les forces armées. Dix sont acquittés et les autres sont condamnés à des peines de un à six ans de prison.
La Confédération nationale du travail lance une campagne pour exiger la libération des prisonniers, la légalisation des syndicats, la liberté de réunion et la liberté de la presse et l'abrogation des lois anti-ouvrières du 8 avril 1932. La mobilisation conduit à la grève générale le 9 et le 10 mai 1933.

## Commentaire
Selon César M. Lorenzo dans Le Mouvement anarchiste en Espagne. Pouvoir et révolution sociale (Éditions libertaires, 2006) : « Les événements furent tragiques à Casas Viejas où la garde d’assaut, appliquant fidèlement — selon les dires de certains officiers — les ordres de Manuel Azaña, chef du gouvernement (« Ni blessés, ni prisonniers, des balles dans le ventre »), perpétra un massacre durant la nuit du 11 au 12 janvier : villageois brûlés vifs dans la hutte qu’ils habitaient, vieillards et gamins fusillés, loi du silence imposée aux témoins. Des centaines de paysans s’enfuirent dans la montagne pour échapper aux rafles […]. Républicains et socialistes furent incapables de porter remède à ces violences, et jamais plus le régime ne se relèvera moralement d’avoir permis la tuerie de Casas Viejas (22 victimes), un véritable crime contre l’humanité. Au lieu de faire des concessions opportunes, de réaliser des réformes sociales urgentes, de s’attaquer aux causes profondes du mécontentement, ils ne surent répondre à la colère des ouvriers catalans et des paysans andalous que par une répression implacable ».

## Filmographie
- Richard Hamon, Alessandro Stella, Les Moissons de la révolte - Une histoire de l’Espagne à travers la question paysanne, MosaïqueFilms, 2006, 52 min, notice des Cahiers du centre de recherches historiques.
- (es) José Luis López del Río, Casas Viejas, 1984, voir en ligne.
- (es) Basilio Martín Patiño, Casas viejas : el grito del Sur, 1996, 61 min, notice, voir en ligne.

## Notices
- (es) Miguel Íñiguez, Esbozo de una Enciclopedia histórica del anarquismo español, Fundación de Estudios Libertarios Anselmo Lorenzo, Madrid, 2001, page 133.
- (ca) « fets de Casas Viejas », Gran Enciclopèdia Catalana, sur enciclopedia.cat, Barcelone, Edicions 62..
- L'Éphéméride anarchiste : notice.